# Leonardo (demônio)

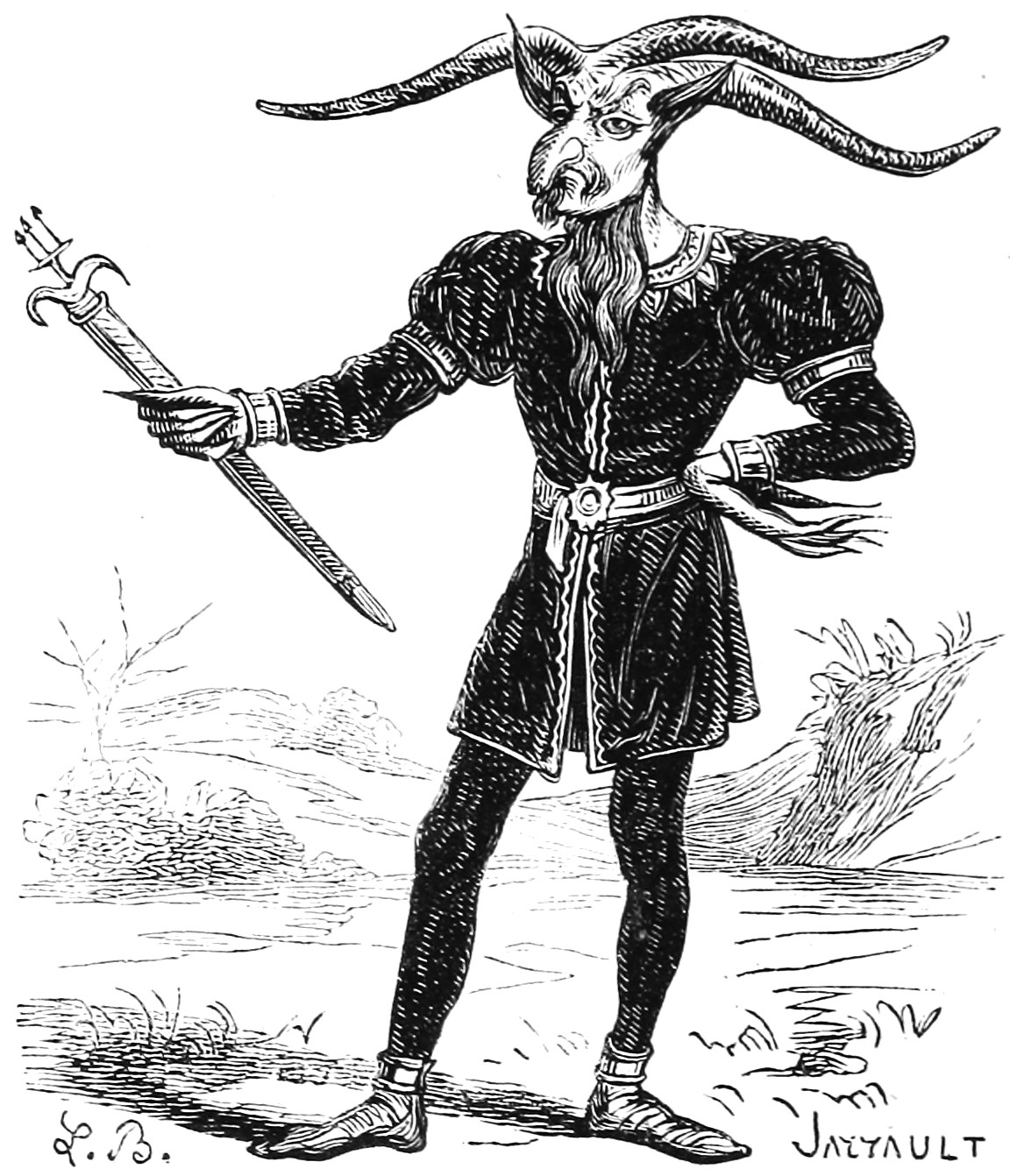
Ilustração de Leonardo, 1863.

Leonardo, ou «Mestre Leonardo», é um demônio ou espírito no Dictionnaire Infernal. É grão-mestre das orgias noturnas de demônios. Ele é representado com três chifres de bode e com um rosto humano e negro. Ele marca o seu início com um de seus chifres. Com poderes infernais obtidos no culto de Mestre Leonardo, Leonardo pode alcançar transformações monstruosas em animais ou homens, ou um íncubo.
É possível que a figura como cabra de Leonardo esteja relacionada com o ritual descrito em Levítico 16,8-10, relativa a Azazel:

E Arão lançará sortes sobre os dois bodes: uma pelo Senhor, e a outra por Azazel.

Então apresentará o bode sobre o qual cair a sorte pelo Senhor, e o oferecerá como oferta pelo pecado.

mas o bode sobre que cair a sorte para Azazel será posto vivo perante o Senhor, para fazer expiação com ele a fim de enviá-lo ao deserto para Azazel.

Não há menção de um «Mestre Leonardo» no Dictionary of Phrase and Fable (Dicionário das Frases e Fábulas, publicado em 1898) em associação com a suposta divindade dos Templários, o Baphomet, ou o «Bode de Mendes». Banquetes Negros, onde cabritos abortados são comidos sem sal e fervidos com os répteis, são atirados em honra de Leonardo para manchar a natureza do pecado da carne limpa.
Leonardo tem sido conhecido também por assumir outras formas, e há alguma ligação com o lendário lobisomem. Ele é conhecido por aparecer como um soldado bonito, favorito de muitos demônios. Nesta forma, ele vai seduzir uma jovem e levá-la ao deserto, onde ele se deita com ela e depois ejacula sémen frio. Qualquer criança resultante desta união será morta e oferecida pelo pecado, mais uma vez ecoando vagamente a história de Arão.